# Ɩ̃̂
Cette page contient des caractères spéciaux ou non latins. S’ils s’affichent mal (▯, ?, etc.), consultez la page d’aide Unicode.
Ɩ̃̂ (minuscule : ɩ̃̂), appelé iota tilde accent circonflexe, est un graphème utilisé dans l’écriture du tafi.
Il s’agit de la lettre iota diacritée d'un tilde et d’un accent circonflexe.

## Représentations informatiques
Le iota tilde accent circonflexe peut être représenté avec les caractères Unicode suivants (latin étendu B, Alphabet phonétique international, diacritiques),, :
| formes    | représentations | chaînes de caractères | points de code       | descriptions                                                                  |
| --------- | --------------- | --------------------- | -------------------- | ----------------------------------------------------------------------------- |
| capitale  | Ɩ̃̂               | Ɩ◌̃ ◌̂                  | U+0196 U+0303 U+0302 | lettre majuscule latine iota diacritique tilde diacritique accent circonflexe |
| minuscule | ɩ̃̂               | ɩ◌̃ ◌̂                  | U+0269 U+0303 U+0302 | lettre minuscule latine iota diacritique tilde diacritique accent circonflexe |